# Dawid Schreiber
Dawid Schreiber (ur. 1874 we Lwowie, zm. 1942 tamże) – adwokat, żydowski działacz społeczny i polityczny, poseł na Sejm I kadencji i senator II kadencji.

## Życiorys
Urodził się we Lwowie. W młodości związał się z ruchem syjonistycznym. Studiował na uniwersytetach we Lwowie i Wiedniu. Ukończył studia prawnicze i w 1912 rozpoczął praktykę adwokacką w rodzinnym mieście. W 1918 został przewodniczącym lwowskiej Żydowskiej Rady Narodowej. Był wiceprezesem Organizacji Syjonistycznej Małopolski Wschodniej. W 1922 został wybrany posłem, a w 1928 senatorem. Był współzałożycielem czasopisma Chwila, w którym publikował swoje artykuły.
Senator II kadencji wybrany w 1928 roku z województwa stanisławowskiego, zastępca przewodniczącego Komisji Skarbowo-Budżetowej Senatu.
Po zajęciu Lwowa przez Niemców został uwięziony w lwowskim getcie, gdzie zginął.